# GOING UNDER GROUND (アルバム)
『GOING UNDER GROUND』（ゴーイング・アンダー・グラウンド）は、GOING UNDER GROUNDのアルバム。sunnysideより2000年5月24日発売。

## 概要
インディーズ時代最後のオリジナルアルバム。個人事務所アクアミュージックプロダクツ設立とともに創設した個人レーベルsunnysideからの発売。本作より後に発売されたインディーズ最後のシングル「アロー」は、メジャー1枚目のアルバム『かよわきエナジー』に収録された。
2003年5月7日にビクターエンタテインメントのレーベルHAPPY HOUSEからリマスター盤が10,000枚の完全限定生産で発売された。このリマスター盤にはオリジナル盤未収録のシングル「ロマンチック街道」と、シングル「桜が咲いたら」カップリング曲の「ピアノを弾けば」、CD-EXTRAで「思春期のブルース」「桜が咲いたら」「ロマンチック街道」のMVが収録されている。リマスター盤のジャケットデザインはオリジナル盤とは異なり、宮尾和孝が描いた松本のイラストが使われているほか、歌詞カードが大判紙を畳んだタイプになっており、広げるとジャケットイラストが大きく印刷されている。

## 収録曲
| #         | タイトル                               | 作詞・作曲                   | 時間  |
| --------- | -------------------------------------- | ---------------------------- | ----- |
| 1.        | 「桜が咲いたら」                       | 松本素生                     | 4:39  |
| 2.        | 「黄色い帽子」                         | 河野丈洋                     | 2:59  |
| 3.        | 「heavenly」                           | 松本素生                     | 4:50  |
| 4.        | 「伊豆あたりに」                       | 河野丈洋                     | 3:50  |
| 5.        | 「シーズン」                           | 松本素生                     | 4:17  |
| 6.        | 「あの犬」                             | 松本素生                     | 3:04  |
| 7.        | 「君と出会う」                         | 松本素生、中澤寛規、伊藤洋一 | 3:08  |
| 8.        | 「荒川わたれ」                         | 松本素生                     | 5:17  |
| 9.        | 「HAVING YOU」                         | 松本素生、中澤寛規、伊藤洋一 | 4:33  |
| 10.       | 「回転木馬」                           | 河野丈洋                     | 4:15  |
| 11.       | 「ロマンチック街道」(ボーナストラック) | 松本素生                     | 4:38  |
| 12.       | 「ピアノを弾けば」(ボーナストラック)   | 松本素生                     | 3:10  |
| 合計時間: | 合計時間:                              | 合計時間:                    | 48:40 |

### 楽曲解説
1. 桜が咲いたら
インディーズ1stシングル。
2. 黄色い帽子
3. heavenly
4. 伊豆あたりに
5. シーズン
6. あの犬
7. 君と出会う
8. 荒川わたれ
メンバーの地元桶川を流れる「荒川」をモチーフにした曲。
9. HAVING YOU
10. 回転木馬
11. ロマンチック街道
インディーズ2ndシングル。リマスター盤のみのボーナストラック。
12. ピアノを弾けば
「桜が咲いたら」カップリング曲。リマスター盤のみのボーナストラック。